# Borobia
Borobia es un municipio y localidad española de la provincia de Soria, en la comunidad autónoma de Castilla y León. El término municipal tiene una población de 228 habitantes (INE 2024).

## Geografía

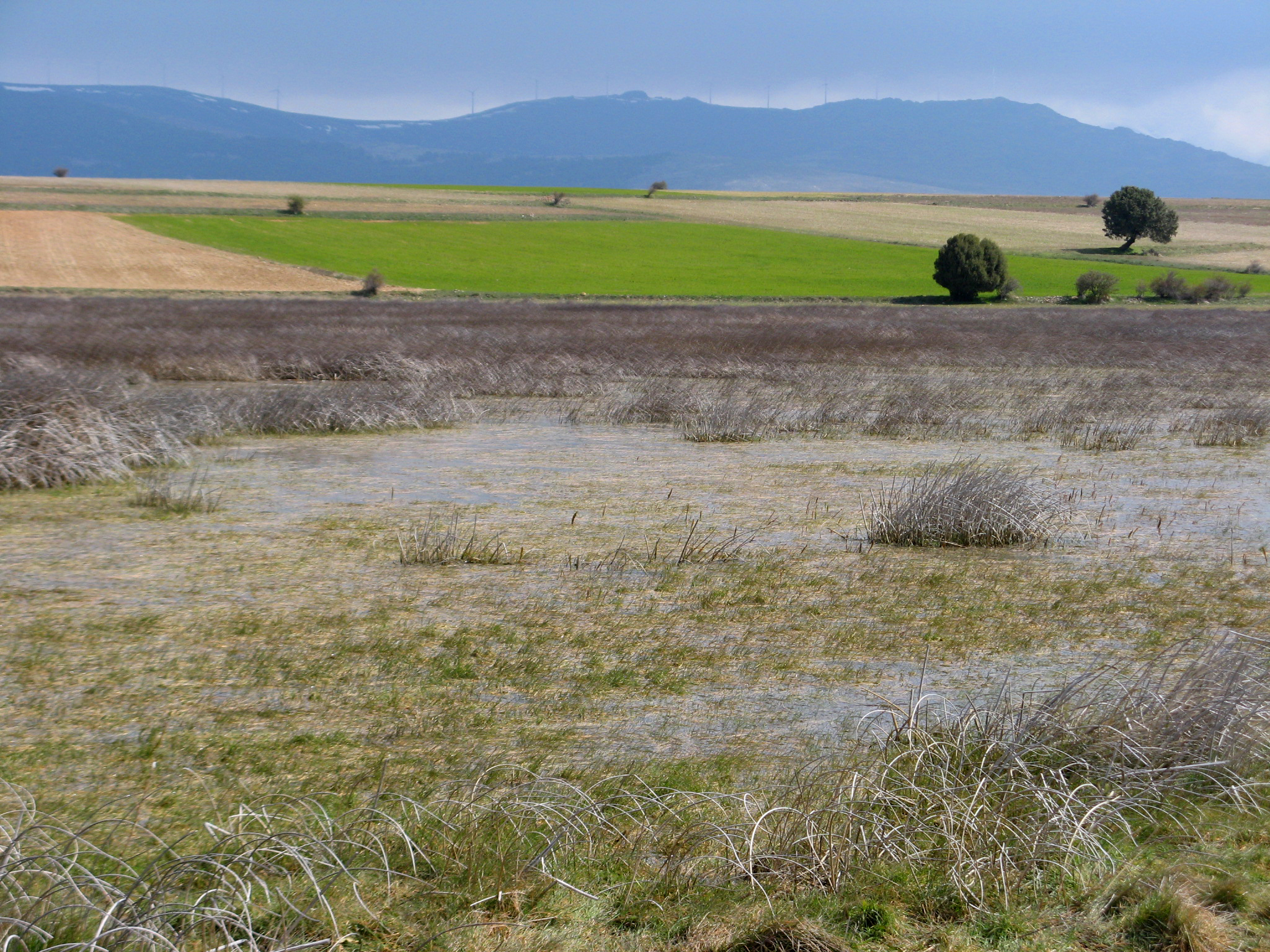
Laguna de Borobia, en el lugar de interés comunitario Sabinares de Ciria-Borobia

Situado a 18 km de Ólvega, limítrofe con la provincia de Zaragoza, limita con los pueblos de Ciria, Pomer, Noviercas, Beratón, Calcena, Purujosa y Ólvega.
El término municipal está cruzado por el río Manubles, afluente del río Jalón, que nace en la sierra de Tablao. Yacimiento de hierro en las proximidades de la ermita de Nuestra Señora de los Santos.
En su término e incluido en la Red Natura 2000 se encuentra el lugar de interés comunitario conocido como Sabinares de Ciria-Borobia, ocupando 141 hectáreas, el 2% de su término.

## Historia
Borobia estaba enclavada en un estratégico y fronterizo lugar entre los reinos de mayor preeminencia e importancia en la segunda mitad de la Edad Media. En 1395, Enrique III hace merced a su mayordomo favorito Juan Hurtado de Mendoza de las aldeas de Borobia y Ciria. La familia Hurtado de Mendoza continúa la posesión de la villa hasta 1429. Posteriormente, la villa de Borobia fue propiedad de la familia Luna, mariscales de Castilla.
A la caída del Antiguo Régimen, la localidad se constituye en municipio constitucional, conocido entonces como Borovia, en la región de Castilla la Vieja, partido de Ágreda y que en el censo de 1842 contaba con 204 hogares y 812 vecinos.
A mediados del siglo XIX, la villa tenía contabilizadas 196 casas. Aparece descrita en el cuarto volumen del Diccionario geográfico-estadístico-histórico de España y sus posesiones de Ultramar de Pascual Madoz de la siguiente manera:

BOROVIA: v. con ayunt. de la prov. de Soria (8 leg.), part. jud. de Agreda (4), aud. terr. y c. g. de Burgos (26), dióc. de Osma (18): sit. en la falda de la sierra de Tablado, y combatida por el viento N.: su clima es frio y muy propenso á reumas y enfermedades agudas: fórmanla 196 casas, la del ayunt., una escuela de instruccion primaria concurrida por 80 alumnos, bajo la direccion de un maestro dotado con 1,100 rs., una fuente de buenas aguas para el surtido del vecindario, y una igl. parr. con el titulo de la Asuncion, en la que se ve un panteon bien conservado con verjas de hierro, que contiene los restos de D. Carlos de Luna, hermano del condestable Don Alvaro, y los de su esposa Doña Francisca Manrique de Benavides. Confina el térm. N. Olvega á 3 leg.; E. Ciria á 1 1/2; S. Pomér á 1, y O. Cardejon á 4. dentro de él se encuentran muchas fuentes de esquisitas aguas, una laguna y 3 ermitas dedicadas á Ntra. Sra. de los Santos, San Roque y la Soledad. El terreno, aunque escabroso, es de regular calidad y se riega una pequeña parte de él con las aguas del Manubles, que nace en la espresada sierra, y le cruza un puente inmediato á la v.: hay 2 bosques arbolados, uno al SE. poblado de encinas, y otro al N. de monte bajo. Sus caminos son los que conducen á Soria, Aragon y Navarra, todos de herradura y en malísimo estado: se recibe el correo de la adm. de Agreda por un balijero los martes y viernes, sale los mismos dias prod.: trigo puro, cebada, garbanzos de superior calidad, yeros, bisaltos y patatas; se cria ganado lanar y vacuno, y el mular y asnal necesario para la agricultura; hay caza de perdices, bastantes venados y jabalies, y en el r. madrillas muy pequeñas. ind.: un molino harinero que por la escasez de aguas, solo muele en invierno. pobl. 204 vec., 812 alm. cap. imp. 111,562 rs. 24 mrs.
Borobia es una de las pobl. que dió el rey de Castilla en 1395 á Juan Hurtado de Mendoza, mayordomo de la casa real, que tenia gran cabida con el rey. En 1429 fué ganado el cast. de esta pobl. por el rey de Aragon en la entrada que hizo por tierra de Soria, cuando el de Castilla se retiró para celebrar cortes en Medina del Campo.
(Madoz, 1846, p. 413)

## Demografía
Cuenta con una población de 228 habitantes (INE 2024).
| Gráfica de evolución demográfica de Borobia entre 1842 y 2021                                                         |
| |
| Población de derecho según los censos de población del INE. Población de hecho según los censos de población del INE. |

## Economía
De la mina de Borobia se extrae magnesita.

## Patrimonio
- Iglesia de Nuestra Señora de la Asunción
- Restos del Castillo (actualmente completamente en ruinas): sólo queda un mogote de tierra y unos cascotes informes, la base de las torres y murallas.
- Observatorio Astronómico de Borobia, instalado junto a los restos del castillo, en una colina ubicada no lejos del centro: contiene una cúpula de cinco metros de diámetro y un edificio que protege un telescopio catadióptrico de 40 cm de abertura, automatizado, dotado de cámara CCD; contiene una pequeña tienda y aulas con audiovisuales: está dedicado a la divulgación astronómica.

## Fiestas
Las fiestas patronales son el segundo fin de semana de septiembre y el tercer fin de semana de agosto, La Concordia. También se celebran San Isidro y Santa Lucía (Lucía de Siracusa).

## Galería de imágenes

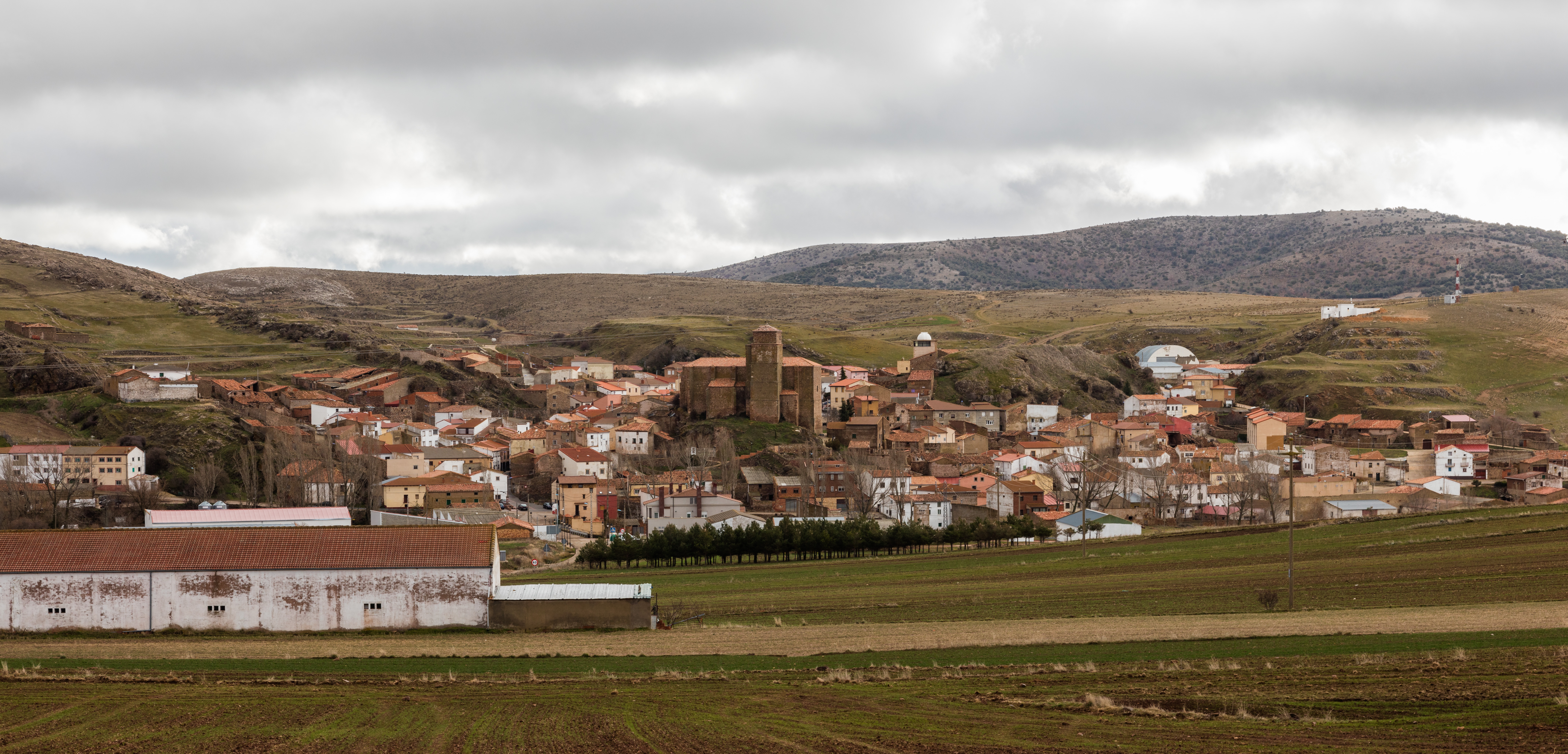
Vista de Borobia
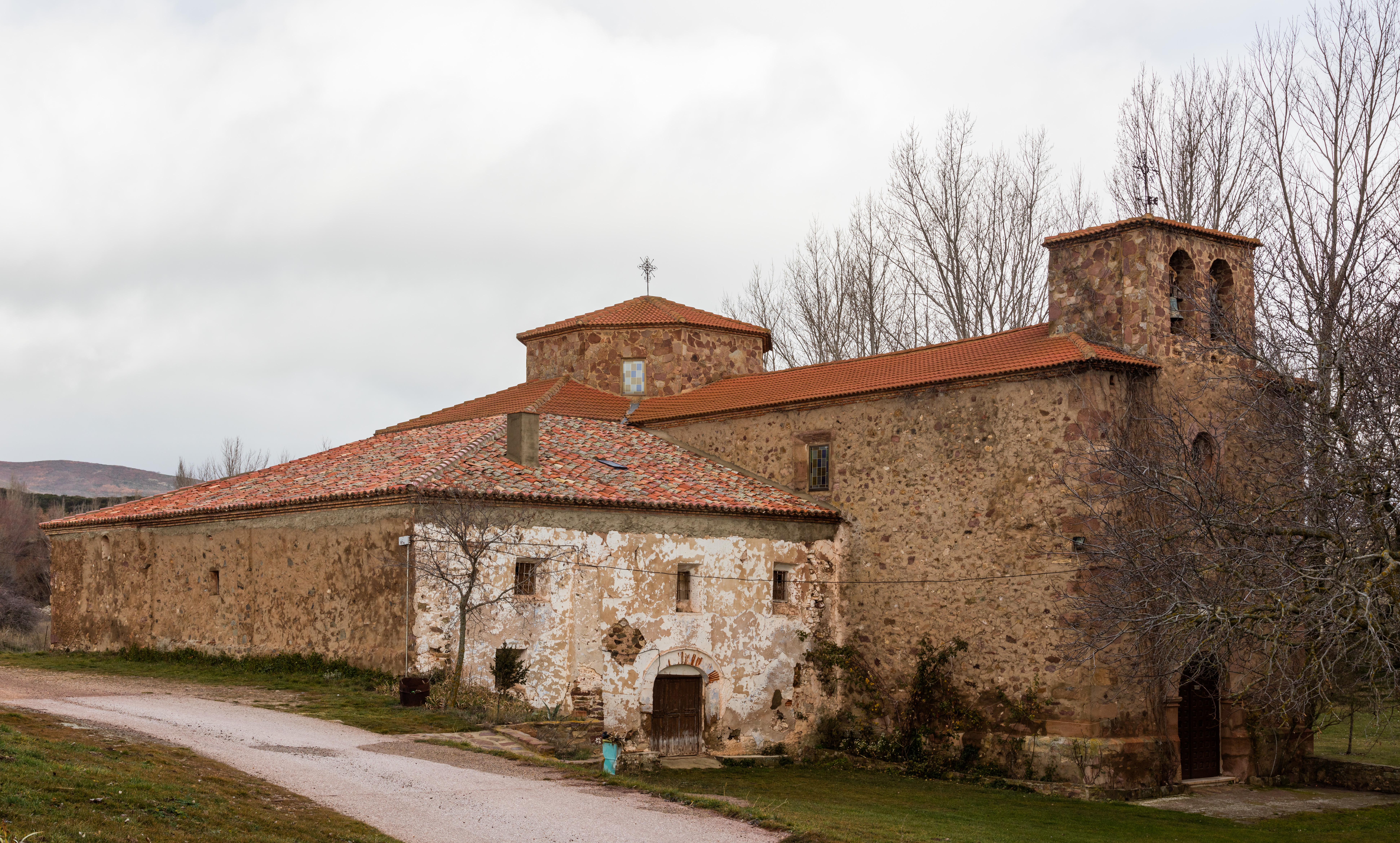
Ermita de Nuestra Señora de los Santos, Borobia
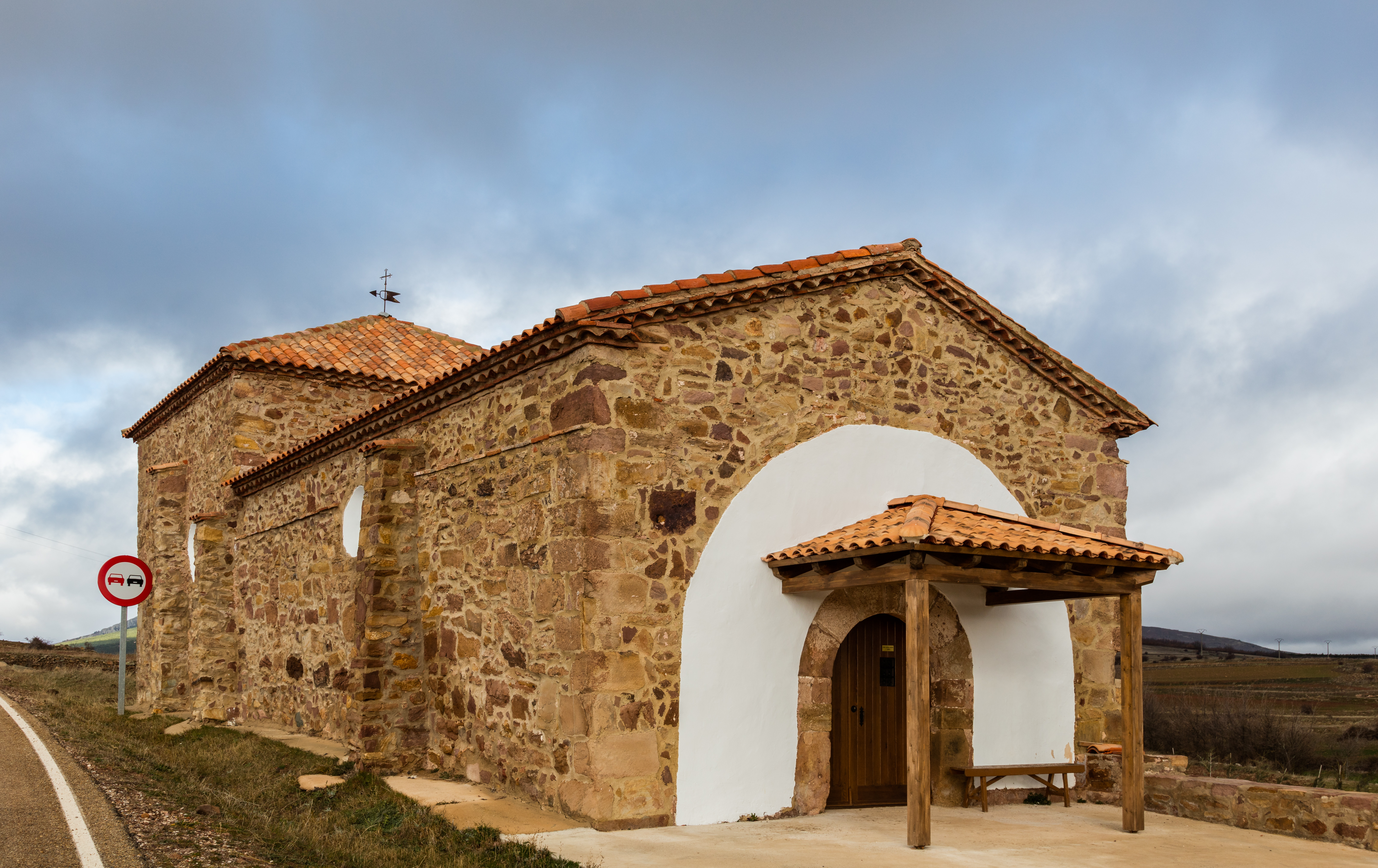
Ermita de San Roque, Borobia